# 櫻井もえ
櫻井 もえ（さくらい もえ、6月18日 - ）は、日本のグラビアアイドル。アイドルグループ「I MY ME MINE」の元メンバー。

## 来歴
2022年5月12日、アイドルグループ「BUGS MART」のオリジナルメンバーとして東京・神田明神ホールでステージデビュー。
2022年9月19日、「I MY ME MINE」および「BUGS MART」の両公式Twitterアカウントにて、「I MY ME MINE」への移籍を発表。9月30日の「BUGS MART」現体制終了後、2022年10月7日、Spotify O-WESTで行われる『I MY ME MINE新体制お披露目無銭公演』より「I MY ME MINE」メンバーとして活動を開始する。
同年9月の「近代麻雀水着祭2022-THE COLLECTION sugar-」に水着モデルとして初参加。以降、メディアックス『Cream』2022年12月号で初のソログラビアを担当。11月16日発売、シンコーミュージック『IDOL FILE Vol.27』でも単独で取り上げられた。同年12月発売の集英社『ヤングジャンプ』2023年1月1日号No.1で懸賞ページながら漫画雑誌グラビア初掲載となった。
2023年4月発売『FAVE』Vol.1（らんくう）にソロとしてグラビア掲載。時系列的にはこの撮影が初の単独雑誌グラビアであったという。同年5月には『Cream』イベントで初の個人イベントを行った。2024年8月にはTGIF（TOKYO GRAVURE IDOL FESTIVAL）初出場。週刊プレイボーイ・カメラマン・ジュンヤから推薦を受ける。
2025年6月16日に行われた白金高輪SELENE b2、『櫻井もえ卒業公演 〜大好きな君へ贈る、最後のステージ〜』をもってグループを卒業。
2025年7月24日発売『ヤングジャンプ』No.34にてサキドルエースSURVIVAL SEASON14の総合優勝が発表された。同誌で雑誌初表紙。8月14日にライズプロダクションを退所。

## 人物
趣味はラーメン巡り（豚骨）。特技は歯磨き（歯科衛生士の国家資格保持）。実際に歯科での実務経験もある。尊敬するアイドルは来栖りん。
もともとFES☆TIVEの追っかけをしており、その際にプロデューサーに声を掛けられたのがアイドル業界入りのきっかけ。